# Union des communistes de France marxiste-léniniste
L'Union des communistes de France marxiste-léniniste (sigle : UCFml ou UCF-ML, avec ou sans trait d'union) est un groupe maoïste français qui exista de 1969 à 1985. L'UCFml s'opposait à d'autres groupuscules maoïstes, comme la Gauche prolétarienne ou le Parti communiste marxiste-léniniste de France. Parmi ses principaux dirigeants et membres les plus connus, on peut citer Alain Badiou,,, Sylvain Lazarus, Natacha Michel, Catherine Quiminal, François Balmès et l'économiste Pierre-Noël Giraud. L'organisation, très petite, n'a jamais compté plus de quelques centaines de membres.

## Histoire
L'UCFml ne prétend pas être un « parti », au contraire de deux autres organisations, le Parti communiste marxiste-léniniste de France (PCMLF) et le Parti communiste révolutionnaire (marxiste-léniniste) (PCR(m-l). Il ne se définit même pas comme une « union », il se voit  plus exactement comme un « groupe » aspirant à devenir une « union ». Il reconnaît sans ambages qu'il ne dispose pas encore d'un nombre suffisant d'adhérents pour se qualifier à bon droit de parti.
L'UCFml publie à partir de 1973 sa revue Le Marxiste-Léniniste, qui devient mensuelle en 1977. 
En 1974, l'UCFml lance le groupe Foudre d'intervention dans l'art et la culture, qui sert à organiser des actions de boycott ou de sabotage de conférenciers ou de films jugés mal-pensants. Intervenant par distributions de tracts et prises de parole intempestives lors de séminaires, spectacles et autres réunions intellectuelles et artistiques, le groupe visait, selon ses propos, à « déstabiliser le nouvel usage de l'histoire du fascisme » qui, selon lui, marquait la lutte idéologique des années 1970. Le discours de l'UCFml et, partant, de Foudre, était, selon Bernard Sichère faisant son mea culpa 40 ans plus tard dans la revue La Règle du Jeu, « bel et bien violent, tempétueux et constamment guerrier, rhétorique implacable qui s’adressait plutôt à nous-mêmes qu’à un public absent ».
Foudre mène aussi une campagne acharnée contre l'enseignement de Maria-Antonietta Macciocchi à l'université de Vincennes et perturbe les cours dont il désapprouve le contenu. Devenue leur cible d'élection parce qu'elle avait décidé de programmer quelques films mussoliniens dans son séminaire et accusée d'être elle-même fasciste, Maria-Antonietta Macciocchi, qui bénéficie du soutien de Simone de Beauvoir, doit parfois être protégée par les étudiantes féministes, dont Claudine Monteil,,. 
Le groupe réussit à faire interdire la projection du film de Liliana Cavani Portier de nuit sur le campus de Vincennes. 
Les autres ennemis désignés du groupe Foudre sont Gérard Miller ou encore Ariane Mnouchkine. Intervenant à la Cartoucherie, les membres du groupe viennent expliquer à la fondatrice du Théâtre du Soleil que son travail sur les ouvriers immigrés n'est pas sur une ligne juste et que de ce fait son spectacle est mauvais... Cela leur vaudra une réputation « de petits terroristes qui cassaient les représentations et empêchaient les acteurs de faire leur travail ».
Foudre s'en prend également au film satirique de Jean Yanne Les Chinois à Paris en distribuant un tract intitulé  « Les Chinois à Paris : un film comique ? Non ! Un film anticommuniste ! ». Jean Yanne y est dénoncé comme un « gros requin du cinéma, milliardaire, copropriétaire de Gaumont ». Le groupe passe ensuite aux jets de peinture sur les écrans. 
Le 20 juillet 1974, le groupe interrompt la projection du film américain Les Bérets verts de John Wayne, au Cinéac-Italiens (Paris 2ème), sous prétexte qu'il défend l'intervention américaine au Vietnam.
Sous la tutelle d'Alain Badiou, affecté comme professeur à l'université de Vincennes (« foyer de l'élite du gauchisme révolutionnaire » selon François Hourmant), le groupuscule prône la grève des examens. Et Badiou de proposer d'accorder leurs examens « à tous ceux qui ne sont jamais venus en cours et qui ont ainsi montré par leur absence leur détachement louable des choses de ce monde ».
Le 17 octobre 1981, à la Mutualité, l'UCFml coorganise avec l'Organisation communiste marxiste-léniniste – Voie prolétarienne un meeting commémoratif du massacre du 17 octobre 1961. Cela sera la première initiative publique concernant la répression d'une manifestation d'Algériens organisée à Paris par la fédération de France du Front de libération nationale. 
Certains de ses membres (dont Alain Badiou, Sylvain Lazarus et Natacha Michel) militèrent ensuite dans feu l'Organisation politique.

## Autocritique et héritage
Bien des années après, le philosophe et écrivain Bernard Sichère, qui fut l'un de ses membres, décrit l'UCFml comme « une organisation sectaire », « souvent impitoyable dans sa discipline, et d’autant plus fermée sur elle-même que son rapport effectif à la réalité du monde ouvrier était passablement problématique ». Effrayé par le souvenir de la violence de ses propres interventions, il est devenu un détracteur acerbe des visées politiques du maoïsme français, ne sauvant des expériences de l'époque que les vertus cathartiques de son élitisme romantique, ce qu'il appelle « une insurrection spirituelle ». 
Il évoque la discipline (« style militaire ») qu'y faisait alors régner Alain Badiou, que celui-ci justifiait par la conviction de détenir seul la vérité, les procédés d'intimidation. Il note également que l'implantation ouvrière du mouvement était nulle et que cette organisation était constituée pour sa plus grande partie d'intellectuels.  Ainsi qu'il le rapporte dans ses mémoires, il eut l'occasion, quelques années plus tard, de s'excuser auprès de son ancienne victime, Maria-Antonietta Macciocchi, rencontrée par hasard chez l'éditeur Grasset, du traitement que le groupe lui avait infligé. Celle-ci lui répondit « avec un joli sourire », que tout cela était bien loin et qu'il n'avait pas à se faire du souci.
D'autres membres de Foudre, qui ont joué un rôle actif dans  les activités du groupe, à l'instar d'Alain Badiou ou de Denis Lévy (fondateurs de la revue L'art du cinéma), n'ont rien renié de leur engagement d'alors.

## Publications
- UCFML, La Révolution prolétarienne en France et comment construire le parti de l'époque de la pensée de Mao Tsé-toung, Paris, François Maspero, 1970
- UCFML, Première année d'existence d'une organisation maoïste, printemps 1970/printemps 1971, Paris, François Maspero, 1972
- Feuille Foudre. Journal pour l'intervention marxiste-léniniste dans l'art et la culture.